# الأطفال الحمقى
الأطفال الحمقى هو مجموعة قصصية تتألف من إحدى وعشرين قصة قصيرة، كتبتها الكاتبة آنا ماريا ماتوتي، ونُشرت لأول مرة في مدينة مدريد عام 1956 عن طريق دار النشر أريون.
أبطال هذه القصص هم أطفال، ومن هنا جاء عنوان المجموعة، إلا أنها ليست أدبًا موجهًا للأطفال، بل تتناول موضوعات عميقة مثل الموت والقسوة، واللتين تظهران في جميع القصص. أما صفة "الحمقى" فتعكس وضع هؤلاء الأطفال الذين يعانون من التهميش أو الإقصاء، سواء من عالم الكبار أو حتى من عالم الأطفال، وذلك لأسباب مثل التشوهات الجسدية، أو الأمراض، أو الاختلافات في الطبقة الاجتماعية.